# Potomac (Illinois)
Potomac és una població dels Estats Units a l'estat d'Illinois. Segons el cens del 2000 tenia 681 habitants.

## Demografia
Segons el cens del 2000, Potomac tenia 681 habitants, 252 habitatges, i 191 famílies. La densitat de població era de 547,8 habitants/km².
Dels 252 habitatges en un 36,5% hi vivien nens de menys de 18 anys, en un 60,7% hi vivien parelles casades, en un 9,1% dones solteres, i en un 24,2% no eren unitats familiars. En el 21% dels habitatges hi vivien persones soles el 13,1% de les quals corresponia a persones de 65 anys o més que vivien soles. El nombre mitjà de persones vivint en cada habitatge era de 2,7 i el nombre mitjà de persones que vivien en cada família era de 3,11.
Per edats la població es repartia de la següent manera: un 28,8% tenia menys de 18 anys, un 6,9% entre 18 i 24, un 28,6% entre 25 i 44, un 21,6% de 45 a 60 i un 14,1% 65 anys o més.
L'edat mediana era de 35 anys. Per cada 100 dones de 18 o més anys hi havia 96,4 homes.
La renda mediana per habitatge era de 40.221 $ i la renda mediana per família de 44.583 $. Els homes tenien una renda mediana de 32.031 $ mentre que les dones 21.417 $. La renda per capita de la població era de 15.197 $. Aproximadament el 4,8% de les famílies i el 9,1% de la població estaven per davall del llindar de pobresa.

## Poblacions més properes
El següent diagrama mostra les poblacions més properes.